# Goaso

Goaso är en ort i västra Ghana. Den är huvudort för distriktet Asunafo North, och folkmängden uppgick till 21 146 invånare vid folkräkningen 2010.